# کالمان کلوتچی

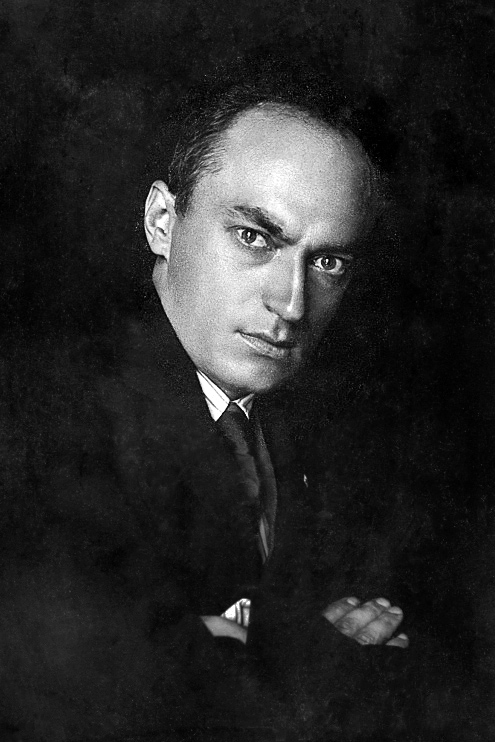
کالمان کلوتچی، پزشک جراح و شاعر مجار - ۱۹۲۱

کالمان کلوتچی یا کالمان کالوچای (به مجاری: Kálmán Kalocsay)، (زاده ۱۸۹۱ - درگذشته ۱۹۷۶)، پزشک جراح و شاعر مجار و از نخستین پیشگامان توسعه و تکامل ادبیات اسپرانتو بود. کالوچای، که در بیست‌سالگی زبان اسپرانتو را آموخت، چهره‌ای اصلی در جهانِ ادبیات اسپرانتو محسوب می‌شود. وی از خود یک میراث غنی از زبان و فرهنگ اسپرانتو بر جای گذاشت، از آن جمله است اشعاری که به زبان اسپرانتو سروده شده و همچنین ترجمه‌هایی که از زبان مجارستانی و دیگر زبان‌های اروپا به اسپرانتو انجام داده‌است.
دکتر کالوچای نخستین مجموعه شعری خود را به زبان اسپرانتو در سال ۱۹۲۱ با عنوان یک جهان و یک دل (به اسپرانتو: Mondo kaj Koro) انتشار داد. در طول دهه ۳۰، وی سردبیر مجلهٔ ادبی دنیای ادبیات (به اسپرانتو: Literatura Mondo) به زبان اسپرانتو بود، این مجله محفل مؤلفین تأثیرگذاری بود که مجموعاً تحت عنوان مکتب بوداپست شناخته می‌شدند.

## آثار کالوچای
کالوچای مترجم، نویسنده و شاعری بسیار پُرکار بود. از میان انبوه آثار باارزش او به ذکر چند عنوان در این‌جا بسنده می‌شود:
- یک جهان و یک دل (به اسپرانتو: Mondo kaj Koro)، ۱۹۲۱
- تارِ کشیده‌شده (به اسپرانتو: Streĉita Kordo)، ۱۹۳۱ که حاویِ اشعار اصیل اوست
- تراژدیِ انسان (به اسپرانتو: La Tragedio de l’ Homo)، ۱۹۲۴ و ۱۹۶۵ که ترجمهٔ نمایش‌نامه‌ای منظوم است
- طنینِ جهانی (به اسپرانتو: Tutmonda Sonoro)، ۱۹۸۱ که مجموعه‌ای از اشعار ترجمه‌شده از تعداد بسیار زیادی از کشورهای دنیا، در ۶۶۴ صفحه و شاملِ ۵۸۱ شعر از ۱۸۵ شاعر، است
- کالوچای با همکاریِ پروفسور گاستون وارینگی‌یِن ادیب و اسپرانتیست فرانسوی، کتاب راهنمای پارناس (به اسپرانتو: Parnasa Gvidlibro) را، که در بارهٔ شعر و اوزان شعری در اسپرانتو است، در سال ۱۹۳۲ و
- کتاب دستور زبان جامع اسپرانتو (به اسپرانتو: Plena Gramatiko de Esparanto) را در سال ۱۹۳۵، ۱۹۳۸ تألیف و منتشر کرد. چاپ چهارم این منبعِ جامع و تشریحیِ گرامر اسپرانتو با ویرایش و اضافات جدید در سال ۱۹۸۰ انجام شد.

وی سرویراستار کتاب باارزش گلچین ادبی مجارستان (به اسپرانتو: Hungara Antologio)، ۱۹۳۳ نیز بود.